# Образователна технология
Образователната технология (на английски: educational technology или learning technology) е изучаването и етичната практика на улесняването и подпомагането на учебния процес и подобряване на представянето на учащите чрез създаване, използване и управление на подходящи технологични процеси и ресурси."
Терминът „образователна технология“ е често асоцииран с или обхваща инструктивната теория и теорията на обучението. Докато инструктивната технология покрива процесите и системите на обучение и инструкция, образователната технология включва други системи, използвани в процеса на развиването на човешки способности. Образователната технология включва, но не се ограничава до, софтуер, хардуер, както и Интернет приложения и дейности.

## Класификация на образователните системи
1. класическо лекционно обучение (може да включва използването на компютър, проектор, озвучаване на залата и запис на лекцията като аудио или видео);
  1. модерно лекционно обучение (към горното може да има и стриймване на лекцията онлайн с въпроси от онлайн юзъри);
2. обучение с помощ на аудиовизуални технически средства (когато учащият е изцяло извън лекционното помещение, независимо дали след това, тоест слушащ или гледащ запис, или в същото време се намира на отдалечена точка на планетата);
3. система с advisor (това е когато при 1.1. е необходима намесата на advisor);
4. обучение с помощ на учебна книга (това е към 1., когато към лекциите се четат лекции и учебници, както и допълнителна литература);
5. компютърно обучение (това може да е обучение по информатика или обучение с помощта на ползване на компютър и проектор по време на лекция от лектора, или дори обучение със стрийминг, където обучаващият се може да гледа лекцията на живо и в същото време да си пусне стрийминг опциите на компютъра си);
6. система „репетитор“ – индивидуално обучение (това е система характерна за началното образование);
7. „програмно обучение“ (обучение по ползването на програми);
8. обучение по програмиране (виж 1.1., 5).